# Öppen mark
Öppen mark kallas såden mark som är fri från träd, högre buskar och byggnader. Exempel på öppen mark är åkrar, ängar och kalhyggen. 
Vid GPS-mätningar på öppen mark undviks flervägsmätningar. Speciellt RTK-mottagare är mycket känsliga för flervägsmätningar. Vid mätning med totalstation på öppen mark minskar risken för att sikthinder ska förvåra mätningen.